# 초메
정목(일본어: 丁目 쵸메[*])은 도시 지역에 설치되는 일본의 행정 구역의 일종으로, 시정촌의 하위에 있는 조초(町丁)를 더 세분하여 "1정목", "2정목"과 같이 숫자를 붙인 작은 구획이다. 오사카부 사카이시에서는 단순히 정(丁)이라고 한다.

## 같이 보기
- 조초
- 고아자